# Wszyscy pokutujemy
Wszyscy pokutujemy – debiutancki album zespołu Sedes wydany przez wydawnictwo Silverton w październiku 1992. Nagrania zrealizowano we wrocławskim studiu M. Jureckiego.

## Lista utworów
Źródło:.
1. „Zesrał się gołąbek” (J. Siepiela) – 0:40
2. „Nie dotykajcie mnie”(J. Siepiela) – 2:05
3. „Wszyscy pokutujemy” (J. Siepiela/A. Zalewski) – 2:40
4. „Zamki” (J. Siepiela) – 2:08
5. „Ten dzień” (J. Siepiela/S. Celej) – 2:40
6. „Mamy dość” (J. Siepiela) – 2:19
7. „Anarchiści” (D. Paraszczuk) – 2:00
8. „Polityka” (J. Siepiela) – 2:41
9. „Świnie” (J. Siepiela) – 1:59
10. „Koszmar” (J. Siepiela/W. Maciejewski/D. Paraszczuk) – 2:05
11. „Zagłada” (J. Siepiela/A. Zalewski) – 2:26
12. „Impas” (J. Siepiela) – 1:35
13. „Jesienny wiatr” – 1:06
14. „Lechu” (J. Siepiela) – 3:50

## Twórcy
Źródło:.
- Jan „Młody” Siepiela – śpiew
- Wojciech Maciejewski – gitara
- Dariusz „Para Wino” Paraszczuk – gitara basowa, śpiew
- Dariusz Wieczorek – perkusja

Realizacja
- Włodzimierz Krakus – mix i realizacja